# Gusjenica
Gusjenicom se naziva razvojni stadij života ličinke leptira i nekih drugih kukaca (na primjer biljnih osica, (Symphyta)).
U ovom dijelu razvoja leptira (i drugih kukaca kod kojih postoje gusjenice) je najznačajnija posvećenost hrani. Kod nekih vrsta, to je jedino razdoblje života u kojem jedu. Kod vrsta kod kojih se odrasle jedinke uopće ne hrane, nakon izlaska iz kukuljice traže partnera, pare se, i vrlo brzo nakon što polože jajašca, ugibaju. S rastom tjelesnog obujma, gusjenice povremeno (3-5 puta) moraju mijenjati vanjsku ovojnicu. Ispod stare, oblikuje se nova a stara puca. Gusjenica zatim korištenjem mišića gura staru ovojnicu prema natrag i izvlači se iz nje.

## Osobine
Tijelo gusjenica leptira sastoji se, slično kao i kod kukaca koji prolaze kroz potpunu preobrazbu, od ravnomjerno jedan za drugim nanizanih segmenata. Leptirove gusjenice imaju 14 segmenata od kojih su zadnja tri kod većine srasla u analni dio. Poput tijela leptira, i tijelo gusjenica se može podijeliti u tri dijela; glavu, prsište i zadak. 
Glava im je obično ojačana hitinskom naslagom. Na vanjskom dijelu s donje strane imaju najčešće po šest točkastih očiju (ocela). Vid im je dobar, oblike vjerojatno dobro fokusiraju, no slika koju vide je skromno rezolucije. Najvažniji i izgledom dominirajući dio glave je čeljust. Vrlo je izražena, za razliku od ticala. 
Prsište im se satoji od tri segmenta. Na njima je po jedan par nogu koje su, kao i kod odraslog leptira, kratke. S leđne strane prvog segmenta, na zatiljku, obično se nalazi zaštitna pločica ojačana hitinom. Bočno od nje, nalaze se odušci (stigme) koji podsjećaju na pore. Povezani su s gustim spletom traheja, kapilarnih cjevćica koje tijelo gusjenice snabdjeva s kisikom. Osim na prvom, stigme se vrlo rijetko nalaze i na drugim prsnim segmentom. Neke gusjenice leptira iz porodice resičara (Pyralidae) imaju škrge što im omogućuje disanje u vodi.
Iza prsišta, sljedećih 11 segmenata tvori zadak koji nije značajno razdvojen od prednjeg dijela tijela. Svaki segment ima stigmu za disanje. Neki segmenti, najčešće šesti do devetog, imaju udove u obliku kožnih izraslina. Nemaju članke, i ne mogu se nazvati nogama, no životinja se pomoću njih kreće. Tijelo završava kožnim naborom koji podržava i gura tijelo prema naprijed.
Ovo je najčešći, osnovni plan građe gusjenice, no od porodice do porodice postoje pojedina manja odstupanja od navedenog.
Neke gusjenice mogu osjetiti vibracije, obično određenih frekvencija. Tako gusjenice Drepana arcuata "proizvode" zvukove radi obrane svojih svilenih zapredaka za obranu od vlastitih srodnika grebanjem po listovima u ritualiziranom zvučnom dvoboju. Neke gusjenice mogu prepoznati vibracije krila prirodnih neprijatelja.
Gusjenice imaju oko 4 000 mišića (čovjek 629). Kreću se skupljanjem mišića stražnjih segmenata tijela. Tako se srž gura prema prednjim segmentima koji tako budu pogurani prema naprijed. U segmentima glave, gusjenice imaju prosječno 248 mišića.

## Način života
Gusjenice obično žive skrivenim životom i dobro su prilagođene svojoj okolini. Najčešće su zelene ili smeđe boje. Razvile su niz oblika, šara i načina ponašanja kojima se brane od grabežljivaca. One koje žive na crnogoričnim biljkama, obično imaju uzdužne pruge što ih čini neupadljivim. Otrovne gusjenice, kao neke vrste porodice medonjice, upozoravaju grabežljivce vrlo živim, upadljivim bojama i ne skrivaju se. Neke druge gusjenice, koje nisu otrovne, oponašaju ih (mimikrija) sličnim bojama i tako zbunjuju grabežljivce. 
Većina gusjenica su pravi biljojedi. Mnoge se hrane isključivo jednom vrstom biljki. No, neke se, uključujući prave moljce, hrane detritusom. Ima i grabežljivih gusjenica. Većina takvih jede jajašca drugih kukaca ili njihove ličinke (mrava) ili gusjenice drugih vrsta (havajske Eupithecia, rod moljaca), dok neke parazitiraju na dugim kukcima. Neke druge havajske gusjenice (Hyposmocoma molluscivora) koriste svoje zapretke kako bi uhvatile puževe.
Pored toga, neke gusjenice su noćne dok su druge dnevne životinje. Neke težište aktivnosti mijenjaju s rastom.  

## Vanjske poveznice
|  | Zajednički poslužitelj ima stranicu o temi Gusjenice |

- Oleanderova gusjenica  Arhivirana inačica izvorne stranice od 8. kolovoza 2008. (Wayback Machine) na UF / Institute of Food and Agricultural Sciences Featured Creatures Web site (en)
- Šarena oleanderova gusjenica  Arhivirana inačica izvorne stranice od 21. kolovoza 2008. (Wayback Machine) na UF / Institute of Food and Agricultural Sciences, Featured Creatures Web site (en)
- Gusjenica nekih palmi  Arhivirana inačica izvorne stranice od 27. rujna 2008. (Wayback Machine) na UF / Institute of Food and Agricultural Sciences, Featured Creatures Web site (en)

## Galerija
- Kukice na gusjeničjim lažnim nogama.
- Gusjenica moljca (Actias selene).
- Portret gusjenice.
- Mrav i gusjenica iz porodice plavaca.
- Gusjenica Hebomoia glaucippe vrste azijskog i australskog bijelca izgledom oponaša zmiju  Ahaetulla nasuta.
- Gusjenica stričkovca (Vanessa cardui) iz porodice šarenaca
- Gusjenica afričkog monarha (Danaus chrysippus) iz porodice šarenaca.
- Gusjenica gubara glavonje (Lymantria dispar)
- Parasemia plantaginis
- Calliteara pudibunda
- Dryas julia
- Sphinx ligustri